# Stoke St Mary
Stoke St Mary est une paroisse civile et un village du Somerset, en Angleterre.